# Peperomia wrayi
Peperomia wrayi är en pepparväxtart som beskrevs av C. Dc.. Peperomia wrayi ingår i släktet peperomior, och familjen pepparväxter. Inga underarter finns listade i Catalogue of Life.